# شرکت زیگلر

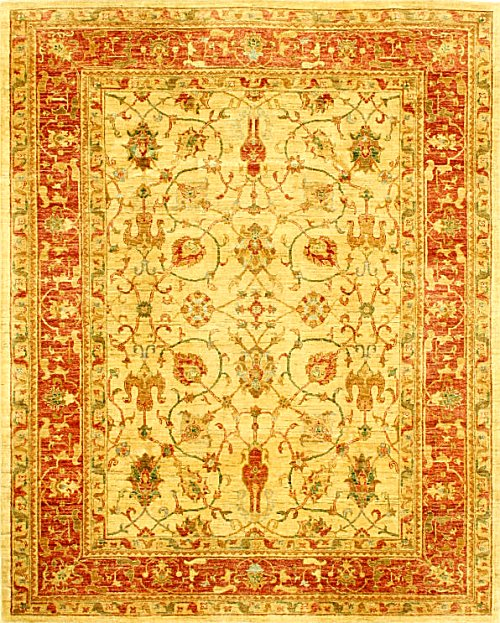
نمونه قالی طرح زیگلر

شرکت زیگلر و شرکا شرکتی انگلیسی سوئیسی مستقر در منچستر بود که به کار تولید و توزیع قالی ایرانی می‌پرداخت. در سال ۱۸۸۳ شرکت زیگلر و شرکا دفتری در شهر اراک گشود. این دفتر از منچستر کالاهایی وارد ایران می‌کرد، مدتی بعد یکی از کارمندان شرکت زیگلر که یک آلمانی به نام اسکار استراوس بود پیشنهاد کرد که به جای اینکه شرکت وجوه حاصل از فروش کالاها را صرف خرید سکه‌های طلا کرده و سپس آنها را از طریق روسیه از ایران خارج سازد قالی خریداری کند که بتواند در لندن آنها را به راحتی و مستقیماً به پول تبدیل کند از این‌رو اشتراوس به اراک رفت و نسبت به دایر کردن رنگ رزخانه، استخدام طراحان و ایجاد انبار کالا اقدام کرد.